# Dactylioceras
Dactylioceras foi um gênero extinto de ammonite descritos pela primeira vez em 1867 pelo paleontólogo americano Alpheus hyatt, sendo que a primeira espécie do gênero a ser descoberta foi o Dactylioceras Anguinum descrita por Reinecke em 1818, e a última espécie a ser descrita recente mente foi a Dactylioceras Laticostatum por Jérémie Bardin em 2014, 196 anos depois da primeira descoberta.

## Ecologia e Geografia
Viveu por quase todo o hemisfério norte, se expandindo desde o sudeste da Rússia até o noroeste do Canadá, tem alguns fósseis pelo sudeste do polo norte, viviam geralmente em águas mais frias, viviam também bastante próximos a superfícies oceânicas, e se alimentavam de peixes menores, invertebrados, dentre outros animais.

## Biologia
Era um animal que se movia apenas com os tentáculos e tinham um porte bem pequeno, chegavam na casa dos 63 cm, eram então animais de médio e pequeno porte. Em época de reprodução acendiam a bioluminescência, não só na reprodução mas também na predação, camuflagem, dentre outros fatores. Era possível que nos litorais era comum se ver esses animais, "boiando" nas costas da primitiva pangeia, principalmente em épocas de acasalamento, geralmente a noite.

## Espécies
(Orthodactylites) semicelatum
- D. (O.) aequistriatum Zieten, 1830
- D. (D.) alpestre Wiedenmayer, 1980
- D. (D.) amplum Dagis, 1968
- D. (O.) andaluciensis Jiménes & Rivas, 1991
- D. (O.) anguiforme Buckman, 1928
- D. (O.) anguinum Reinecke, 1818
- D. (D.) annuliferum Simpson, 1855
- D. (D.) arcus Buckman, 1926
- D. (D.) athleticum Simpson, 1855
- D. (D.) attenuatum Simpson, 1855
- D. (O.) chilense  Hillebrandt and Schmidt-Effing, 1981
- D. (O.) clevelandicum Howarth, 1973
- D. (D.) commune Sowerby, 1815
- D. (D.) comptum Dagis, 1968
- D. (D.) consimile Buckman, 1926
- D. (D.) crassescens Simpson, 1855
- D. (O.) crassifactum Simpson, 1855
- D. (O.) crassiusculosum Buckman, 1912
- D. (D.) crassiusculum Simpson, 1855
- D. (D.) crassulum Buckman, 1921
- D. (D.) crosbeyi Simpson, 1843
- D. (O.) directum Buckman, 1926
- D. (O.) ernsti Lehmann, 1968
- D. (D.) gracile Simpson, 1843
- D. (O.) helianthoides Yokoyama, 1904
- D. (O.) hispansum Schmidt-Effing, 1972
- D. (O.) hoelderi Hillebrandt & Schmidt-Effing, 1981
- D. (D.) holandrei d'Orbigny, 1845
- D. (O.) ketevanae Repin, 2000
- D. (O.) kanense McLearn, 1930
- D. (I.) ketevanae Repin, 2000
- D. (D.) laticostatum Bardin et al., 2014
- D. (O.) marioni Lissajous, 1906
- D. (E.) mirabile Fucini, 1935
- D. (D.) mite Buckman, 1927
- D. (D.) peloritanum Fucini, 1935
- D. (D.) percostatum Fucini, 1935
- D. (D.) perplicatum Fucini, 1935
- D. (E.) polymorphum Fucini, 1935
- D. (D.) praepositum Buckman, 1927
- D. (E.) pseudocommune Fucini, 1935
- D. (D.) pseudocrassoides Maubeuge, 1957
- D. (O.) sapunovi Repin, 2000
- D. (O.) semiannulatum Howarth, 1978
- D. (O.) semicelatum Simpson, 1843
- D. (E.) simplex Fucini, 1935
- D. (D.) stresherense Sapunov, 1963
- D. (D.) subholandrei Fucini, 1935
- D. (D.) suntarense Krimholz, 1957
- D. (D.) tardosensis Kovács, 2014
- D. (D.) tauromenense Fucini, 1935
- D. (D.) temperatum Buckman, 1927
- D. (O.) tenuicostatum Young & Bird, 1822
- D. (O.) toxophorum Buckman, 1926
- D. (D.) triangulum Fischer, 1966
- D. (D.) vermis Simpson, 1855
- D. (O.) wunnenbergi Hoffmann, 1968

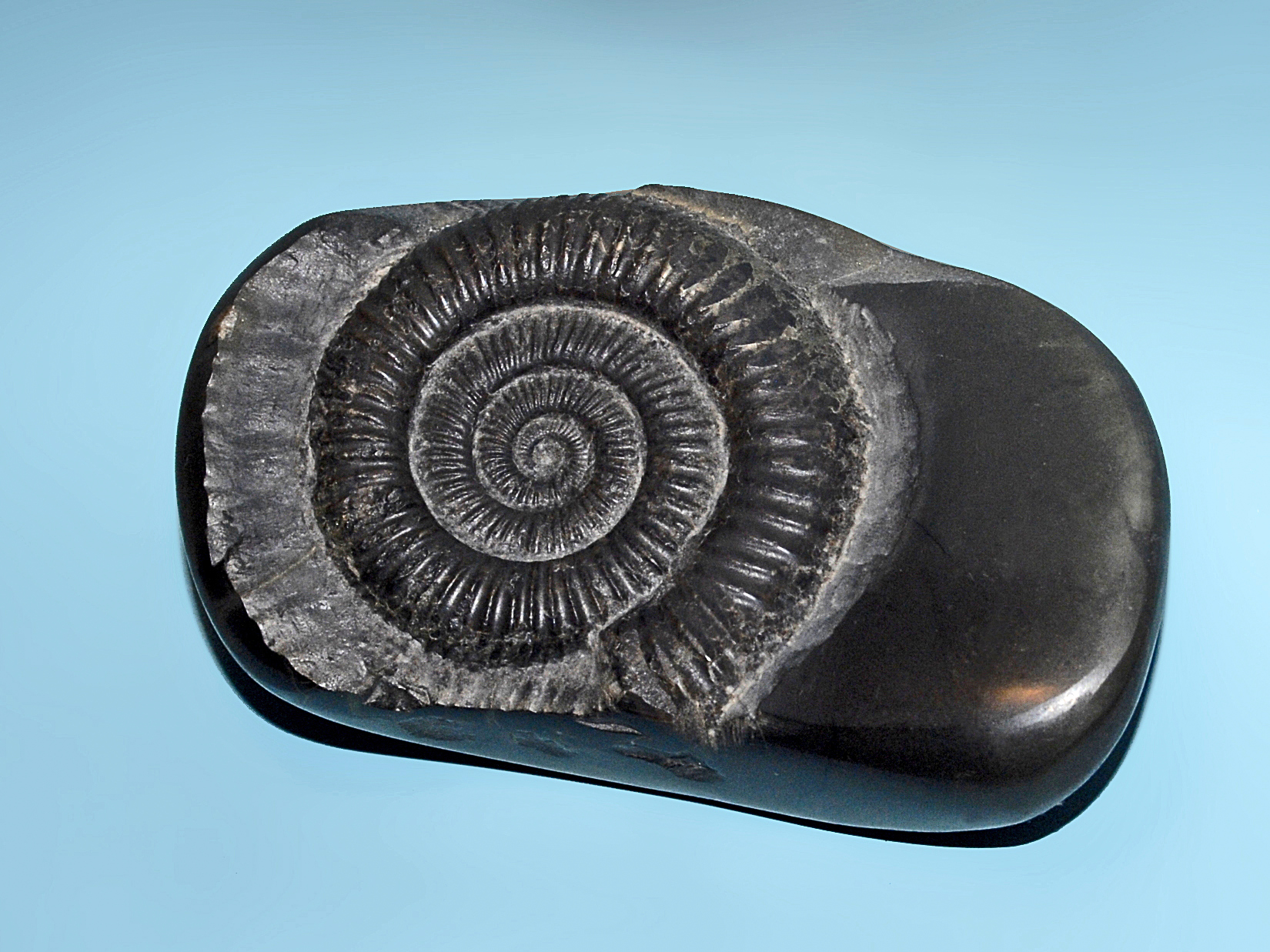
Dactylioceras (Dactylioceras) commune